# 프렌치 패러독스

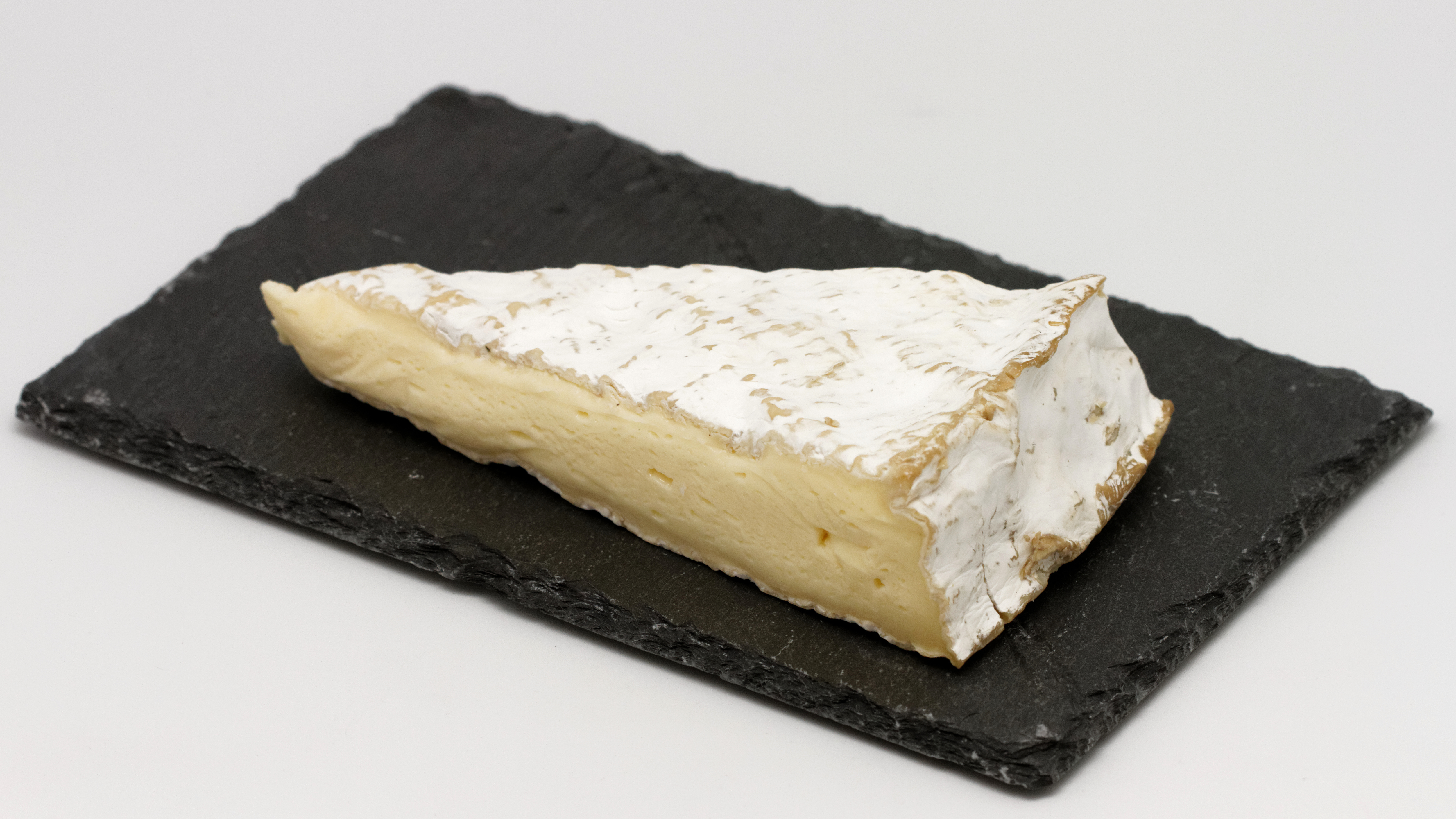
이 브리 드 모 치즈는 포화지방이 풍부해 프랑스 요리에서 인기 있는 음식이다.

프렌치 패러독스(French paradox) 또는 프랑스의 역설은 프랑스인들이 관상동맥질환(CHD) 발병률이 상대적으로 낮은 반면, 포화 지방이 비교적 풍부한 식단을 섭취한다는 역설적인 역학적 관찰이다. 이는 포화지방의 과다 섭취가 관상동맥 심장 질환의 위험 요인이라는 널리 퍼진 믿음과는 명백히 모순된다. 역설적인 점은 포화지방과 관상동맥 심장 질환을 연관시키는 명제가 타당하다면, 프랑스인들은 포화지방의 1인당 섭취량이 낮은 유사 국가들보다 관상동맥 심장 질환 발병률이 더 높아야 한다는 것이다.
또한 프렌치 패러독스는 프랑스 당국이 다른 국가들과 비교했을 때 건강 통계를 수집하는 방식의 차이와, 수년 전에 도입된 식습관 변화가 프랑스 시민들의 관상동맥 건강에 미치는 장기적인 영향 때문에 발생한 환상이라는 주장도 제기되었다.

## 같이 보기
- 프랑스 요리
- 지중해 식단
- 포화 지방
- 스트로크 벨트